# Calycomyza hyptisicola
Calycomyza hyptisicola este o specie de muște din genul Calycomyza, familia Agromyzidae, descrisă de Spencer în anul 1973.
Este endemică în Venezuela. Conform Catalogue of Life specia Calycomyza hyptisicola nu are subspecii cunoscute.